# Schallplattenorchester
Schallplattenorchester (auch Studioorchester genannt) sind meist nicht ständig zusammenspielende (Ad-hoc-)Orchester zum Zwecke von Schallplattenaufnahmen.
Die Orchestermusiker werden entweder dauerhaft oder sogar nur projektweise verpflichtet; sie spielen hauptberuflich in anderen Orchestern oder sind als freischaffende Musiker oder gar Solisten tätig. Selten wurden aber auch Orchester auf Dauer geschaffen, so das Philharmonia Orchestra von 1945 bis 1964.
Bis in die 1920er Jahre waren für Tonaufnahmen Orchester ohne eigene Namensnennung üblich, da das bis etwa 1925 übliche akustische Aufnahmeverfahren ohnehin den Orchesterklang stark verstümmelte. Benannt wurde dann nach dem Label (Odeon-Orchester), dem Dirigenten (Leopold Stokowski und sein Orchester) oder es blieb gar völlig unbenannt (… und/mit Orchester). Später wurde meist nur noch der Name des Labels verwendet (Columbia Symphony Orchestra, RCA Victor Symphony Orchestra), selten aber auch ein neutraler Name (Philharmonia Orchestra). Die Hochzeit für solche Formationen ging bis circa 1965. 
Gründe, die gegen die Verpflichtung eines regulären Orchesters sprachen, waren:
- Umgehung gewerkschaftlicher Vorschriften (bekannter Fall: der Recording ban),
- vertragliche Bindung der möglichen Orchester an andere Labels,
- Kostenersparnis durch individuelle Verträge, die keine Tantiemen für die Musiker aus den späteren Schallplattenverkäufen vorsahen,
- Erstellung eines Orchesters speziell für einen Dirigenten, zum Beispiel das Columbia Symphony Orchestra für Bruno Walter, letztlich auch das NBC Symphony Orchestra für Arturo Toscanini.

Zu unterscheiden von speziell zusammengestellten Schallplattenorchestern sind die Fälle, in denen komplette Symphonieorchester, meist aufgrund anderer Vertragsbindungen, nur unter anderem Namen Schallplattenaufnahmen machten. Beispiele:
- New York Philharmonic Orchestra als Stadium Symphony Orchestra of New York (übersetzt: "New Yorker Stadionorchester"),
- Philadelphia Orchestra als Robin Hood Dell Symphony Orchestra (Robin Hood Dell ist ein Amphitheater in Philadelphia, in dem Sommerkonzerte stattfinden),
- Academy of St. Martin in the Fields als London Strings, London String Players, Argo Chamber Orchestra
- Bekanntester Fall: Das frühere städtische Berliner Philharmonische Orchester vermarktete seine Aufnahmetätigkeit jahrzehntelang als Berliner Philharmoniker auf eigene Rechnung; erst 2002 wurden die beiden Organisationsformen des Orchesters als Stiftung Berliner Philharmoniker neu geregelt.[3]